# Фенциклидин
Фенциклиди́н («ангельская пыль», химическое название 1-(1-фени́лциклогекси́л)-пипериди́н, сокращённое англ. PCP) — синтетический фармакологический препарат для внутривенного наркоза, антагонист NMDA-рецептора; диссоциативное вещество. Создан в 1950-х годах в США и применялся в медицинских целях под маркой SERNYL до 1965 года. Применение в клинической практике было прекращено из-за чрезмерной токсичности, в том числе нейротоксичности. Некоторое время применялся в ветеринарии (sernylan), но с 1979 года РСР был запрещён к использованию и производству, в том числе, из-за немедицинского применения препарата.
В настоящее время фенциклидин включён в Список I контролируемых веществ в России как наркотическое средство. В США отнесён DEA к списку II наркотических средств. Также входит в список II Конвенции о психотропных веществах (1971).
Уличные и сленговые обозначения препарата: англ. peace pill, ангельская пыль (angel dust), HOG, killer weed, KJ, embalming fluid, rocker fuel, sherms и др.

## Свойства
В чистом виде представляет собой белый кристаллический порошок, из-за загрязнений может иметь иной цвет.
Часто фенциклидин  курят наркоманы, смешивая его с различными растительными материалами, также может употребляться перорально или путём вдыхания.
Нелегально PCP получают в том числе из пиперидина, что привело к его включению в список II наркотических средств как прекурсора.

## Фармакодинамика
В качестве анестетика фенциклидин применялся в дозах 0,25 мг/кг.
При употреблении вызывает физическую зависимость, потерю памяти, трудности в речи и обучении, депрессию; некоторые эффекты могут сохраняться длительное время после прекращения приёма. В сочетании с иными веществами, например, с алкоголем или бензодиазепинами может приводить к коме. Среди симптомов передозировки — угнетение дыхания, конвульсии, судороги, смерть от остановки дыхания.
Комбинирование фенциклидина и иных наркотических средств, в частности марихуаны, приводит к более высокой токсичности, и, как правило, вызывает значительно более тяжёлый и продолжительный характер отравления, сходный с алкогольным.

## Правовой статус
Фенциклидин внесён в Список I наркотических средств, незаконный оборот которых в Российской Федерации запрещён в соответствии с законодательством Российской Федерации и международными договорами Российской Федерации.